# Shirō Kikuhara
Shirō Kikuhara (菊原 志郎 Kikuhara Shirō?,  nacido el 7 de julio de 1969 en Kanagawa) es un exfutbolista japonés que se desempeñaba como centrocampista.
En 1990, Kikuhara jugó 5 veces para la Selección de fútbol de Japón. Kikuhara fue elegido para integrar la selección nacional de Japón para los Juegos Asiáticos de 1990.

## Trayectoria

### Clubes
| Club               | País  | Año         |
| ------------------ | ----- | ----------- |
| Verdy Kawasaki     | Japón | 1985 - 1996 |
| Urawa Red Diamonds | Japón | 1994 - 1995 |

### Selección nacional
| Selección | País  | Año  |
| --------- | ----- | ---- |
| Absoluta  | Japón | 1990 |

## Estadística de equipo nacional
| Selección de Japón | Selección de Japón | Selección de Japón |
| Año                | Part.              | Goles              |
| ------------------ | ------------------ | ------------------ |
| 1990               | 5                  | 0                  |
| Total              | 5                  | 0                  |

## Palmarés

### Títulos nacionales
| Título                   | Club           | País  | Año       |
| ------------------------ | -------------- | ----- | --------- |
| Copa Japan Soccer League | Yomiuri        | Japón | 1985      |
| Copa del Emperador       | Yomiuri        | Japón | 1986      |
| Japan Soccer League      | Yomiuri        | Japón | 1986-1987 |
| Copa del Emperador       | Yomiuri        | Japón | 1987      |
| Japan Soccer League      | Yomiuri        | Japón | 1990-1991 |
| Copa Japan Soccer League | Yomiuri        | Japón | 1991      |
| Japan Soccer League      | Yomiuri        | Japón | 1991-1992 |
| Copa J. League           | Verdy Kawasaki | Japón | 1992      |
| J1 League                | Verdy Kawasaki | Japón | 1993      |
| Copa J. League           | Verdy Kawasaki | Japón | 1993      |
| Copa del Emperador       | Verdy Kawasaki | Japón | 1996      |